# Казбекова Євгенія Серіківна
Євгенія Серіківна Казбекова (* 1996) — українська спортсменка, багаторазова чемпіонка України зі скелелазіння, юніорська чемпіонка світу із лазіння на складність.

## Життєпис
Дочка Майстрів спорту міжнародного класу Серіка Казбекова та Наталії Перлової. Її бабуся, Валентина Куршакова, була чемпіонкою СРСР, а дідусь Василь Пономаренко — багаторазовим головним суддєю чемпіонатів України.
У 2007 році, у віці 11 років, стала першою дівчинкою в світі, яка подолала маршрут складності 8a.
З 2015 року тренується у Києві в Олександра Зілінського.
У 2017 році вперше у своїй кар'єрі подолала маршрут складності 8c+.
Навчається у Придніпровській державній академії фізичної культури і спорту. У вільний час навчається грі на віолончелі.

## Відзнаки й досягнення
- 2010: юніорський чемпіон світу із лазіння на складність у групі «В»
- 2011: друге місце на чемпіонаті світу із лазіння на складність у групі «В»
- 2012—2017: півфіналістка Кубка світу з лазіння на складність
- 2013, 2017: півфіналістка Кубка світу з болдерингу
- 2016: 8-ме місце в багатоборстві (болдеринг, складність , швидкість) на чемпіонаті світу із скелелазіння
- 2017: перша участь у фіналі Кубка світу з лазіння на складність  (8-ме місце)
- 2019: 5-те місце у фіналі етапу Кубка світу з болдерингу[6]

### Результати змагань
| Чемпіонат світу | Чемпіонат світу | Чемпіонат світу | Чемпіонат світу |
| Рік             | 2012            | 2014            | 2016            |
| --------------- | --------------- | --------------- | --------------- |
| Складність      | 35              | 25              | 31              |
| Швидкість       | -               | -               | 44              |
| Болдеринг       | 33-34           | 27-28           | 21-22           |

| Кубок світу     | Кубок світу | Кубок світу | Кубок світу | Кубок світу       | Кубок світу         | Кубок світу |
| Рік             | 2012        | 2013        | 2015        | 2016              | 2017                | 2018        |
| --------------- | ----------- | ----------- | ----------- | ----------------- | ------------------- | ----------- |
| Складність      | 48-49       | x           | 39-42       | 19                | 16                  | 28          |
| індивідуально * | , 19,33,36, | , 32,22,    | , 18,36,46, | , 17,14,14,51,20, | , 19,14,22,30,8,11, | -           |
|                 |             |             |             |                   |                     |             |
| Болдеринг       | -           | 39          | -           | -                 | 23                  | 57          |
| індивідуально * | -           | , 14,       | -           | -                 | , 13-14,14,14,31,   | -           |
|                 |             |             |             |                   |                     |             |
| Комбінація      | -           | 24          | -           | -                 | 27                  | -           |

* Примітка: ліворуч — останні змагання року
| Чемпіонат Європи | Чемпіонат Європи | Чемпіонат Європи | Чемпіонат Європи |
| Рік              | 2013             | 2015             | 2017             |
| ---------------- | ---------------- | ---------------- | ---------------- |
| Складність       | 21               | 32               | 18               |
| Швидкість        | -                | -                | 30               |
| Болдеринг        | 17               | -                | 13-14            |

| Чемпіонат світу серед юніорів | Чемпіонат світу серед юніорів | Чемпіонат світу серед юніорів | Чемпіонат світу серед юніорів | Чемпіонат світу серед юніорів |
| Рік                           | 2010, група «B»               | 2011, група «B»               | 2012, група «A»               | 2015, юніори                  |
| ----------------------------- | ----------------------------- | ----------------------------- | ----------------------------- | ----------------------------- |
| Складність                    | 1                             | 2                             | 6                             | 11                            |
| Швидкість                     | 27-35                         | -                             | -                             | -                             |

## Зовнішні посилання
- Офіційний сайт
- Євгенія Казбекова на сайті Міжнародної федерації спортивного скелелазіння